# Distretto di Na Yai Am
Il distretto di Na Yai Am (in thailandese: นายายอาม) è un distretto (amphoe) della Thailandia, situato nella provincia di Chanthaburi.